# 3760-as busz
A 3760-as jelzésű autóbuszvonal Miskolc és Sajóbábony között húzódó regionális vonal, amelyet a MÁV Személyszállítási Zrt. üzemeltet.

## Útvonala

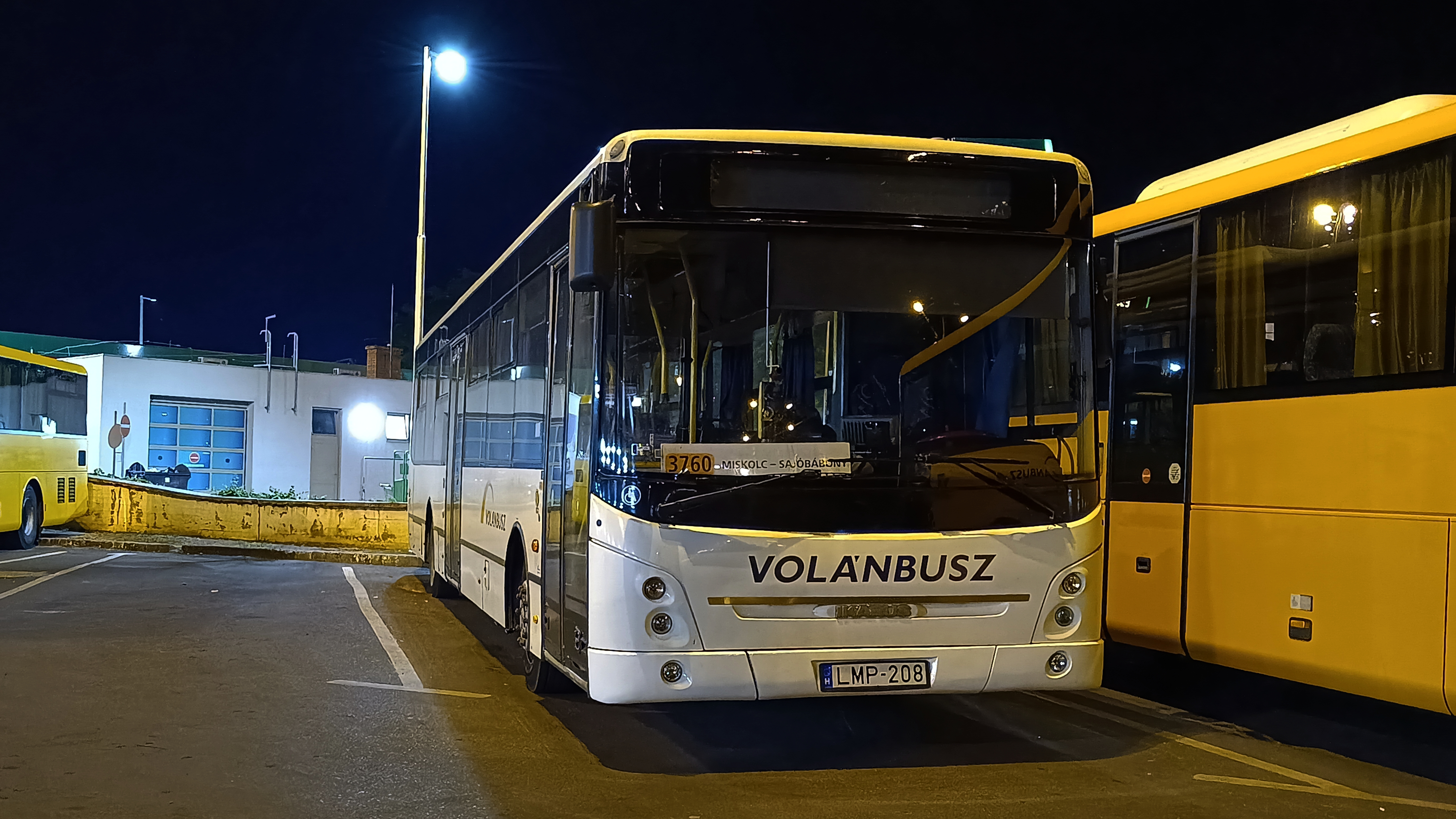
Legtöbbször szóló teljesít szolgálatot

A miskolci autóbusz-állomásról, a Búza térről indul. Útját a 26-os főúton kezdi el, annak négysávos szakaszán, északi irányban, a Szentpéteri kapun keresztül. Többek között erre található a miskolci húszemeletes, a megye központi kórháza, valamint az útból ágazik ki az egykori miskolci repülőtér felé vezető szakasz is, egy bevásárlóközponti csomópontban. A megyeszékhelyet a Miskolc–Bánréve–Ózd-vasútvonal és a Miskolc–Tornanádaska-vasútvonal közös vonalszakaszával párhuzamosan hagyja el.
Miskolcról északnyugati irányban távolodik el, valamint négy kisebb elágazás mentén. Ezek sorjában a szirmabesenyői (leágaznak a 3700, 3701, 3702, 3705, 3714, 3757, 3777-es buszok, becsatlakozik a 3797-es busz), a már évek óta nem üzemelő Borsodi Ércelőkészítő Műi, és a sajókeresztúri elágazások (becsatlakozik a 3777-es busz), valamint a négy közül a legnagyobbnak számító, a főút egyik jelzőlámpás-csomópontjának számító sajóbábonyi kereszteződés. Innen négy irányba, Miskolc, Sajószentpéter, Sajóecseg és Sajóbábony irányába lehet fordulni, a buszok utóbbit tűzik ki céljuknak.
Végállomására, Magyarország egyetlen zsákvárosába, Sajóbábonyba érkezik. A járatok a belvárosi lakóteleptől kettő úton közlekednek, egyik része az ófalun keresztül, másik része ennek déli peremén, melyek az egykoron a fűtőháznak helyet adó helyszín mellett érnek össze. A komoly termelést lebonyolító ipari parkban végállomásoznak.

## Közlekedése
Inditásai minden nap történnek, sűrű rendszerességgel, kizárólag a két végállomás között. Miskolc és Sajóbábony kapcsolatát az egész nap során a 3760-as buszok bonyolítják le, melyeken felül a 3757-es buszok egy késő esti járatpárt, valamint iskolai időszakban további indítást adnak. Útvonala Szirmabesenyőn és Sajókeresztúron át vezet.
A Volánbusz 2024. augusztus 17-ei menetrend-módosítással megszűnt a S.E.G.A. cégnél levő megállóhely, ezáltal a 3760-as buszok sem térnek ki oda ezentúl.

### Műszakváltáskor
Sajóbábony sem esik ki azon települések alól, ahonnan autóbuszok indulnak, valamint érkeznek műszakváltás idejében. Az ipari park egy kisebb buszváróval büszkélkedhet, a különböző irányokhoz mérten több peronról közlekednek járatok, több térségbe.
| Vonal száma | Irány                                                      | Indításszám     | Közlekedési rend          |
| ----------- | ---------------------------------------------------------- | --------------- | ------------------------- |
| 3754        | Sajószentpéter – Varbó felé                                | 3 oda, 2 vissza | tanítási napokon          |
| 3754        | Sajószentpéter – Varbó felé                                | 3 oda, 1 vissza | tanszünetben munkanapokon |
| 3754        | Sajószentpéter – Varbó felé                                | 3 pár           | hétvégén                  |
| 3765        | Sajószentpéter – Kazincbarcika felé                        | 2 oda, 4 vissza | tanítási napokon          |
| 3765        | Sajószentpéter – Kazincbarcika felé                        | 1 oda, 2 vissza | tanszünetben munkanapokon |
| 3793        | Sajószentpéter – Edelény – Szendrő felé                    | 1 oda           | tanszünetben munkanapokon |
| 3795        | Sajóecseg – Boldva – Hangács – Edelény – Balajt felé       | 3 pár           | naponta                   |
| 3797        | Sajóecseg – Sajókeresztúr – Szirmabesenyő – Sajósenye felé | 2 pár           | munkanapokon              |
| 3797        | Sajóecseg – Sajókeresztúr – Szirmabesenyő – Sajósenye felé | 2 pár           | szabadnapokon             |

### Törzsjárművei
A 3760-as buszok között is vannak olyan autóbuszok, melyek járatpárokat teljesítenek ide, majd a többit távolsági viszonylatokon végzik, mert különben nem lenne rajtuk elég munkaóra. Vegyesen közlekednek szóló és csuklós kocsik is, melyekből rengeteg különböző megfordul Sajóbábonyban. Ezek egy része csak az imént említett munkaóra-kiegészítés végett, másik része tovább indul műszakváltáskor a feljebb felsorolt térségekbe. Közülük nincs olyan busz ami csak a 3760-as viszonylatot végezné.
- a KMB-047 rendszámú Volvo Alfa Regio,
- az LMP-204 rendszámú Ikarus E127,
- az LMP-205 rendszámú Ikarus E127,
- az LMP-207 rendszámú Ikarus E127,
- az LMP-208 rendszámú Ikarus E127,
- az LMU-407 rendszámú Ikarus E127,
- az LSV-292 rendszámú Ikarus E134,
- az LVJ-226 rendszámú Ikarus E134,
- az LWA-389 rendszámú Ikarus E134,
- az MLG-012 rendszámú Scania Touring (távolsági),
- az MLG-014 rendszámú Scania Touring (távolsági),
- az MLG-015 rendszámú Scania Touring (távolsági),
- az NHX-865 rendszámú Scania Touring (távolsági),
- a NOC-290 rendszámú Credo EC 12,
- az NRL-906 rendszámú Mercedes-Benz Intouro,
- az NRL-907 rendszámú Mercedes-Benz Intouro,
- az NRL-917 rendszámú Mercedes-Benz Intouro,
- az NRL-927 rendszámú Mercedes-Benz Intouro (távolsági),
- az NRL-935 rendszámú Mercedes-Benz Intouro,
- az NTL-983 rendszámú Mercedes-Benz Intouro,
- az PIG-498 rendszámú Credo Econell 12,
- az RTR-850 rendszámú Credo Econell 12,
- az SEW-721 rendszámú Volvo 8900,
- az SEW-723 rendszámú Volvo 8900,
- az SSM-525 rendszámú Credo Econell 12,
- az SSM-645 rendszámú Credo Econell 12,
- az SWR-583 rendszámú Volvo 8900,
- a TDE-316 rendszámú Mercedes-Benz Intouro (távolsági),
- az AA JB-303 rendszámú Credo Econell 18 Next,
- az AA JB-306 rendszámú Credo Econell 18 Next,
- az AA JB-308 rendszámú Credo Econell 18 Next,
- az AA JB-309 rendszámú Credo Econell 18 Next,
- az AA JB-320 rendszámú Credo Econell 18 Next,
- az AA JB-571 rendszámú Credo Econell 12,
- az AA JB-572 rendszámú Credo Econell 12,
- az AA LC-814 rendszámú Volvo 8900 autóbuszok.

| Viszonylat                                  | Indításszám       | Közlekedési rend          |
| ------------------------------------------- | ----------------- | ------------------------- |
| Miskolc, aut. áll. – Sajóbábony, ipari park | 21 oda, 20 vissza | tanítási napokon          |
| Miskolc, aut. áll. – Sajóbábony, ipari park | 20 oda, 19 vissza | tanszünetben munkanapokon |
| Miskolc, aut. áll. – Sajóbábony, ipari park | 15 oda, 16 vissza | szabadnapokon             |
| Miskolc, aut. áll. – Sajóbábony, ipari park | 13 pár            | munkaszüneti napokon      |

## Megállóhelyei
| 0 | Miskolc, autóbusz-állomás végállomás  | 0.0 km  | 1, 1G, 3, 3A, 4, 7, 11, 12G, 20, 20A, 24, 28, 32, 34G, 35, 43, 44, 45, 101B, 900, 914, 935 1050, 1053, 1369, 1370, 1372, 1373, 1374, 1375, 1376, 1377, 1380, 1381, 1383, 1384, 1410, 1411 3700, 3701, 3702, 3703, 3704, 3705, 3706, 3707, 3708, 3709, 3710, 3711, 3712, 3714, 3715, 3716, 3717, 3718, 3719, 3720, 3721, 3722, 3723, 3724, 3726, 3727, 3728, 3729, 3730, 3731, 3733, 3734, 3735, 3736, 3737, 3738, 3739, 3740, 3741, 3742, 3743, 3744, 3745, 3746, 3747, 3748, 3749, 3750, 3751, 3752, 3753, 3754, 3755, 3757, 3761, 3764, 3765, 3766, 3767, 3770, 3772, 3773, 3774, 3775, 3776, 3777, 4019 |
| 1 | Miskolc, Leventevezér utca            | 1.2 km  | 3, 12, 12G, 14, 14G, 20, 36, 54, 914 3700, 3701, 3702, 3703, 3704, 3705, 3707, 3714, 3754, 3757, 3761, 3763, 3764, 3765, 3770, 3772, 3773, 3774, 3775, 3776, 3777 |
| 2 | Miskolc, megyei kórház                | 1.9 km  | 3, 3A, 12, 12G, 14, 14G, 20, 24, 36, 54, 914 1369, 1384, 1410, 1411 3700, 3701, 3702, 3703, 3704, 3705, 3707, 3708, 3709, 3711, 3714, 3754, 3757, 3761, 3763, 3764, 3765, 3766, 3767, 3769, 3770, 3772, 3773, 3774, 3775, 3776, 3777 |
| 3 | Miskolc, repülőtér bejárati út        | 2.8 km  | 3, 3A, 8, 12, 12G, 14, 14G, 20, 24, 36, 54, 240, 914 1369, 1384, 1410, 1411 3700, 3701, 3702, 3703, 3704, 3705, 3707, 3708, 3709, 3711, 3714, 3754, 3757, 3761, 3763, 3764, 3765, 3766, 3767, 3769, 3770, 3772, 3773, 3774, 3775, 3776, 3777 |
| 4 | Miskolc, Stromfeld laktanya           | 3.9 km  | 1369, 1384, 1410, 1411 3700, 3701, 3702, 3703, 3704, 3705, 3707, 3708, 3709, 3711, 3714, 3754, 3757, 3761, 3763, 3764, 3765, 3766, 3767, 3769, 3770, 3772, 3773, 3774, 3775, 3776, 3777 |
| 5 | Szirmabesenyői elágazás               | 5.0 km  | 3700, 3701, 3702, 3703, 3704, 3705, 3707, 3708, 3709, 3711, 3714, 3754, 3757, 3761, 3763, 3764, 3765, 3770, 3772, 3773, 3774, 3775, 3776, 3777, 3797 |
| 6 | Sajókeresztúr, ipari park bejárati út | 6.9 km  | 3703, 3704, 3707, 3708, 3709, 3711, 3754, 3757, 3761, 3763, 3764, 3765, 3770, 3772, 3773, 3774, 3775, 3776, 3797 |
| 7 | Sajókeresztúri elágazás               | 7.8 km  | 3703, 3707, 3754, 3757, 3761, 3763, 3764, 3765, 3770, 3772, 3773, 3775, 3776, 3777, 3797 |
| 8 | Sajóbábonyi elágazás                  | 9.4 km  | 3703, 3704, 3707, 3708, 3709, 3711, 3754, 3757, 3761, 3763, 3764, 3765, 3770, 3772, 3773, 3774, 3775, 3776, 3777, 3793, 3795, 3797 |
| 9 | Sajóbábony, lakótelep                 | 10.6 km | 3754, 3757, 3765, 3793, 3795, 3797 |
| Tanítási napokon 12; tanszünetben munkanapokon 13; szabadnapokon 9; munkaszüneti napokon 8 alkalommal érintett az ófalu bejárati út megálló helyett. |                                       |         | |
| ∫ | Sajóbábony, ófalu bolt                | ∫       | 3757, 3797 |
| ∫ | Sajóbábony, ófalu felvég              | ∫       | 3757, 3797 |
| 10 | Sajóbábony, ófalu bejárati út         | 11.6 km | 3754, 3757, 3765, 3793, 3795, 3797 |
| 11 | Sajóbábony, fűtőház                   | 12.4 km | 3754, 3757, 3765, 3793, 3795, 3797 |
| 12 | Sajóbábony, gyártelep                 | 13.2 km | 3754, 3757, 3765, 3793, 3795, 3797 |
| 13 | Sajóbábony, ipari park végállomás     | 13.7 km | 3754, 3757, 3765, 3793, 3795, 3797 |